# Trenord

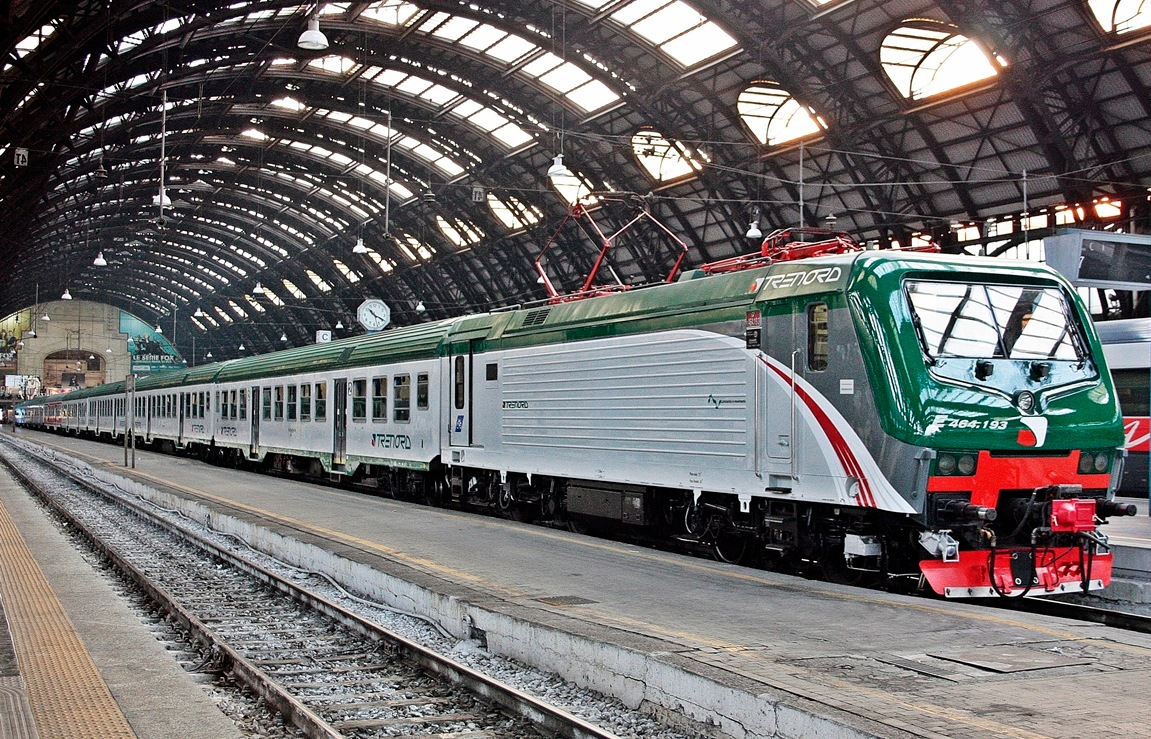
Locomotor Trenord

Trenord és la societat de transport regional de la Llombardia que fa trens de rodalia també per la zona urbana de Milà que és in Piemont o al Cantó de Ticino. És pel mig de la Regió i pel mig de Trenitalia i té els classiques trens italià. Guia els trens de DB e de ÖBB en territori italià.